# (19940) 1981 EK20
A (19940) 1981 EK20 a Naprendszer kisbolygóövében található aszteroida. Schelte J. Bus fedezte fel 1981. március 2-án.